# Acción Cultural Popular
Acción Cultural Popular (ACPO) es una organización que tiene por fin incentivar procesos de educación entre los campesinos adultos colombianos. A partir de sus postulados sobre la necesidad de una Educación Fundamental Integral (EFI), desde su fundación a finales de los años 40, ACPO ha puesto en marcha programas de formación a través de diferentes medios de comunicación, como la radio y la prensa. Sus contenidos abarcan la capacitación básica y la preparación para la vida social y económica del pueblo, a la luz de los principios cristianos, de acuerdo con las diversas condiciones, para despertar el espíritu de reflexión e iniciativa que los motive a seguir con su propio esfuerzo, en el trabajo del desarrollo personal y comunitario (Estatutos, Artículo 3).
- Misión: Promover el desarrollo cultural, social y económico del pueblo colombiano.
- Visión: ACPO será una organización social de referencia en Colombia por la calidad de sus intervenciones, la pertinencia de sus aportes y por su capacidad de aunar esfuerzos públicos y privados, nacionales e internacionales, que contribuyan a la defensa y promoción de la persona humana, desde la perspectiva de la verdad y la justicia. ACPO será reconocida por el uso y difusión de las tecnologías de la información y la comunicación para el alcance de sus fines sociales.
- Principios: Visión integral de la persona humana, Promoción de la persona y de la comunidad, Dimensión ética y moral, Innovación constante, Orientación a resultados, Valores, Coherencia Ética y transparencia, Diálogo y participación, Responsabilidad y autonomía, Calidad.

## Su fundación
A finales de 1947, el recién ordenado sacerdote José Joaquín Salcedo Guarín funda las Escuelas Radiofónicas en el pueblo de Sutatenza, Boyacá, interesado en ofrecer oportunidades de acceso a la educación a los campesinos de la región. Años más tarde, entre 1951 y 1953, este pequeño experimento se convertiría oficialmente en la organización Acción Cultural Popular. 

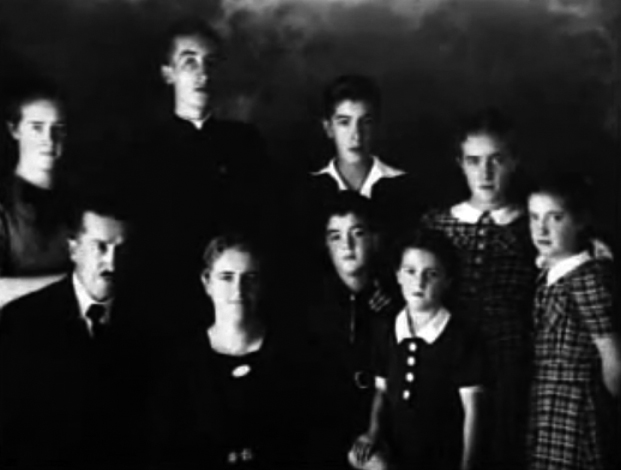
Familia Salcedo Guarín

El evangelio y Jesucristo es servicio al prójimo. Esa caridad de Cristo fue el motor de todo lo que hice para educar al pueblo. No creí en la caridad paternalista, política y demagógica. Cada hombre tiene la misma dignidad de cada uno de nosotros.
Monseñor José Joaquín Salcedo, Fundador de ACPO.

Era un sacerdote que no era del común. Tenía una comprensión del sacerdocio como sacerdocio–servicio; era un servidor del pueblo.
Monseñor Darío Castrillón, Cardenal, Ex visitador Nacional de ACPO.

A Monseñor Salcedo lo considero como sacerdote… como un apóstol de los tiempos y muy revolucionario, pero revolucionario de la educación y de la dignidad del hombre.
Hna. Deyanira Ramírez, Ex alumna y ex profesora ACPO.

Las clases pobres del país fueron entendiendo cómo tenían una tarea en el orden de mejoramiento, de progreso, de cambio… La realidad cristiana por ellos mismos ejecutada… Eso es supremamente importante; eso hizo Acción Cultural Popular, eso hizo Monseñor Salcedo.
Padre José Ramón Sabogal, Ex subdirector General de ACPO, Compañero de Salcedo por 40 años.

Yo para mí tengo que puede ser Monseñor Salcedo, fue modelo para todo mundo, porque después de él no hubo otro sacerdote, otra persona que así entusiasta para sacar el pueblo de la ignorancia… al campesino.
Alfonso Barreto, Trabajador voluntario comienzos ACPO.

Era un hombre capaz en sus empeños de mover montañas…, era un empecinado; cuando él tenía en su mente una idea, la había concebido, la había analizado, la había madurado, la ponía en marcha con una tenacidad… porque él, puerta que no se le abría, la golpeaba varias veces.
Misael Pastrana Borrero, expresidente de Colombia 1970-1974, Ex miembro Junta Directiva de ACPO.

## Las Escuelas Radiofónicas

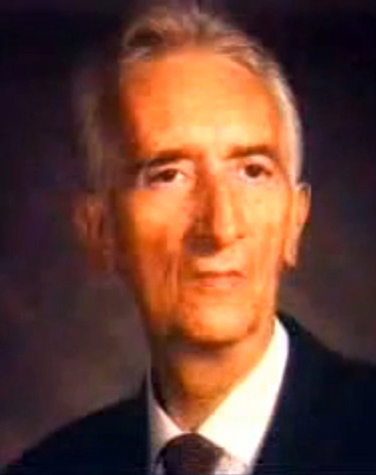
Monseñor José Joaquín Salcedo

El padre [[José Joaquín Salcedo Guarín]] viaja a la parroquia de Sutatenza en el departamento de Boyacá y llega el 23 de agosto de 1947 durante la época de invierno. Allí al poco tiempo instaló una pequeña emisora de radioaficionado, ayudada a montar por su hermano Antonio José Salcedo (Tuco), sacerdote Jesuita.

La única razón de toda esta organización de Acción Cultural, es darle al pueblo campesino la oportunidad de que ellos sean los personajes de su propio desarrollo.
Monseñor José Joaquín Salcedo, Fundador de ACPO.

Y después entonces ya empezó con el asunto de la alfabetización, porque todo el mundo era… éramos un poco ignorantes, no sabíamos leer ni escribir...entonces él empezó con eso...
Elvinia de Carranza, Trabajadora voluntaria comienzos ACPO.

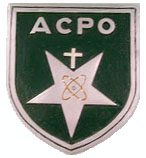
Antiguo escudo de ACPO

El padre Salcedo después consiguió una emisora para onda larga con el fin de llevar al campesino esparcimiento mediante programas de música y doctrina cristiana, complementándolos con ciertas nociones educativas. Ante la buena acogida recibida, decidió ampliar y mejorar la emisora. Al transmitir desde la población de Sutatenza a las veredas vecinas y el recibir la señal en el radio doña Concha Sastoque en su casa de la vereda, nació la primera escuela que en Colombia trasmitió instrucción merced a las ondas hertzianas, cuya licencia de funcionamiento le fue expedida en 1948. Nacieron así las Escuelas Radiofónicas, germen de Acción Cultural Popular, ACPO. La primera persona que cumplió la tarea como profesor radial fue la Hermana María del Rosario Lezaca, aspecto que dejó ver desde el nacimiento de la obra de ACPO, la vinculación e importancia de la presencia de la mujer en la tarea formadora y educativa.

Monseñor Salcedo vio a la radio como el medio a través del cual podía llegar a mayor cantidad de gente.
José Ernesto Ramírez, Experto agrícola, Ex profesor Radio Sutatenza.

Hemos sido pioneros en la educación a distancia, en la educación no formal, en la educación para adultos; en la educación en la vida, con la vida, para vida, para vivir, convivir y dejar vivir.
Dr. Luis Alejandro Salas, Ex director General ACPO, colaborador de Salcedo desde 1944.

## Programa general de ACPO
El programa general de Acción Cultural Popular, ACPO está dirigido a mejorar la vida del campesinado mediante la capacitación en cinco aspectos: salud, alfabeto, número, economía y trabajo y espiritualidad, incrementando sus conocimientos y prácticas de agricultura y ganadería y permitiéndole mejorar su vivienda, su parcela y sobre todo, la relación personal consigo mismo y la socialización con los demás.

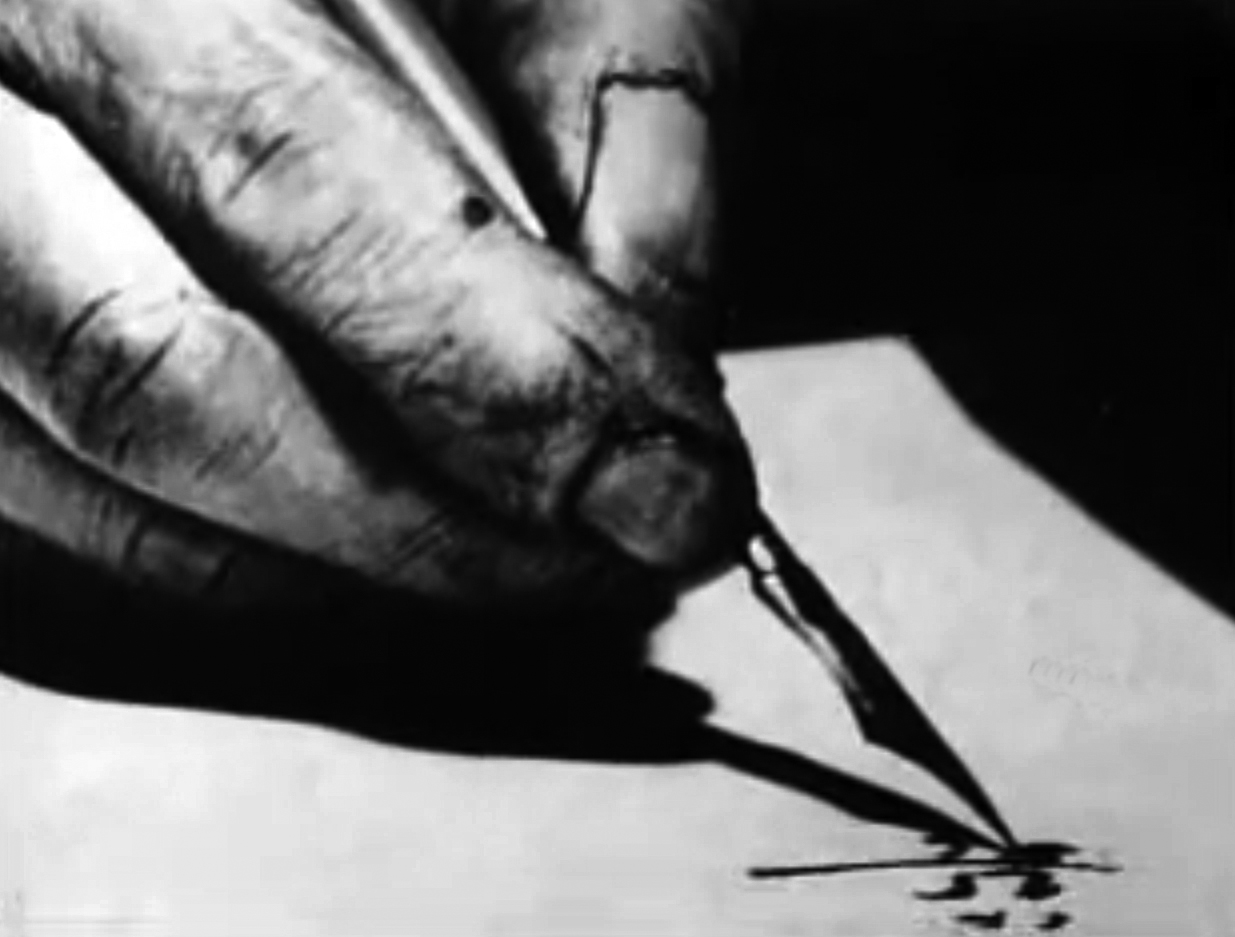
Luz en las tinieblas, campesino escribiendo

Creo que realmente no ha tenido el país en ese campo un protagonista que haya cumplido una obra de tal dimensión en su extensión y en su profundidad, que Monseñor Salcedo.
Misael Pastrana Borrero, expresidente de Colombia 1970-1974, Ex miembro Junta Directiva de ACPO.

ACPO vino a llenar un vacío inmenso; ACPO vino a ser el compañero, el amigo de la gente que vivía en la montaña o en los llanos pero aislada, separada. Vino a ser precisamente un colaborador, un compañero grande, que sabía un poco más, que le daba la oportunidad a uno de saber que sabía algo y que podía desarrollarse y que cada uno podía ser líder.
Dr. Luis Alejandro Salas, Ex director General ACPO, colaborador de Salcedo desde 1944.

Acción Cultural Popular ha sido la institución de educación no formal más grande, de mayor duración y de mayor extensión que ha existido, no solamente en América latina, sino en el mundo entero. Acción Cultural Popular llegó a tener 250.000 personas que seguían en forma permanente las clases que se daban a través de la radio...
Hernando Bernal Alarcón, Experto internacional en educación, Ex director General ACPO.

Él fue el primero que hizo realidad lo que actualmente es un eslogan de la UNESCO: La educación para todos...Monseñor pensó que no bastaba con educar a una élite o a un grupo específico de la población y darle esa oportunidad, sino que era necesario trabajar los programas de educación para que llegaran a todo el mundo, en todas partes y durante toda la vida. Él no solamente hablo de la educación para todos, sino lo que se llama ahora la educación permanente, la educación continuada.
Hernando Bernal Alarcón, Experto internacional en educación, Ex director General ACPO.

Monseñor siempre fue un empecinado, yo diría un terco, en la tesis de que Colombia no salía adelante, no tendría realmente riqueza, desarrollo, si no le daba cultura al pueblo campesino, si no educaba al Colombiano. Él si fue un convencido de que nuestro desarrollo, nuestra riqueza, nuestra prosperidad, nuestras mejores posibilidades dependían de tener un pueblo educado.
Jorge Cárdenas Gutiérrez, expresidente Federación de Cafeteros de Colombia, Ex miembro Junta Directiva de ACPO.

## De las Escuelas a Radio Sutatenza

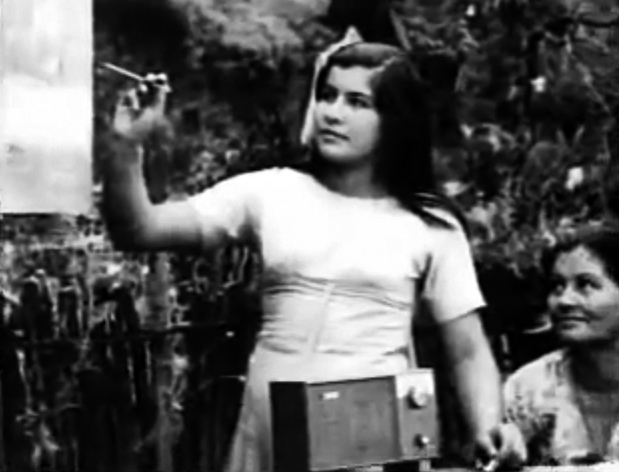
Enseñanza en una escuela radiofónica

En el año de 1949 y para organizar mejor las Escuelas Radiofónicas, la pequeña emisora aumentó la potencia del transmisor a un kilovatio. Inicialmente se vendieron radios de pila o batería adquiridos a la firma General Electric, esto generó la fiebre de la radio en el campo. Se sintonizaba en ondas media y corta la emisora Sutatenza. Rápidamente amplió su cobertura a más de la mitad de las parroquias rurales del país. En 1955 se habían distribuido 14.500 radios receptores y para mediados de ese año se esperaba completar la suma de 30.000. A entonces ya se había logrado la alfabetización de 30.000 adultos campesinos en 9.000 escuelas radiofónicas y se esperaba una mayor cobertura con la compra a la empresa Philips de 30.000 radios más. 
La inauguración de las Escuelas Radiofónicas se realizó con una alocución del presidente Mariano Ospina Pérez. 
Para el desarrollo de la obra fue fundamental el apoyo recibido por el gobierno de Gustavo Rojas Pinilla, este respaldo se mantuvo durante el llamado Frente Nacional (1958-1974) y cesó cuando Sutatenza empezó a competir con las emisoras comerciales de Colombia. 
En el año de 1960 Radio Sutatenza inauguró su transmisor de 50 kilovatios y en 1968 amplió su potencia de 98 a 580 kilovatios. Sus instalaciones ubicadas en Sutatenza pasaron a Bogotá y la población de Mosquera, Cundinamarca. La inauguración de estos equipos fue realizada por su Santidad el Papa Pablo VI durante el Encuentro Campesino llevado a cabo en las llanuras de ACPO en Mosquera. Para 1978 la cadena de emisoras de Bogotá, Barranquilla, Cali, Medellín y Magangué tenía una potencia de 600 kilovatios, Radio Sutatenza es la emisora más potente que se haya dedicado en toda América a la educación rural. De la cadena de emisoras de Radio Sutatenza la de mayor poder fue la de Bogotá, con 250 kilovatios y 19 horas diarias de programación. 
Algunos de los programas de mayor sintonía de Radio Sutatenza fueron Charlas con la Familia del presbítero Roberto Mora Mora, del padre José Ramón Sabogal las Campañas, Mis viejos queridos y las clases de Salud amigos a cargo del Doctor Luis Alejandro Salas Lezaca.
Radio Sutatenza estuvo al aire con 1.489.935 horas de transmisión entre 1947 y 1989, emisora escuchada no solamente en Colombia, sino en varios países de América Latina.

## Medios de acción de ACPO
A él lo que le interesaba es que la empresa se proyectara con unos objetivos sociales claros. Dentro de las prioridades, más que la utilidad económica, él siempre miró en esos empeños los objetivos sociales. Él era un empresario social.
Misael Pastrana Borrero, expresidente de Colombia 1970-1974, Ex miembro Junta Directiva de ACPO.

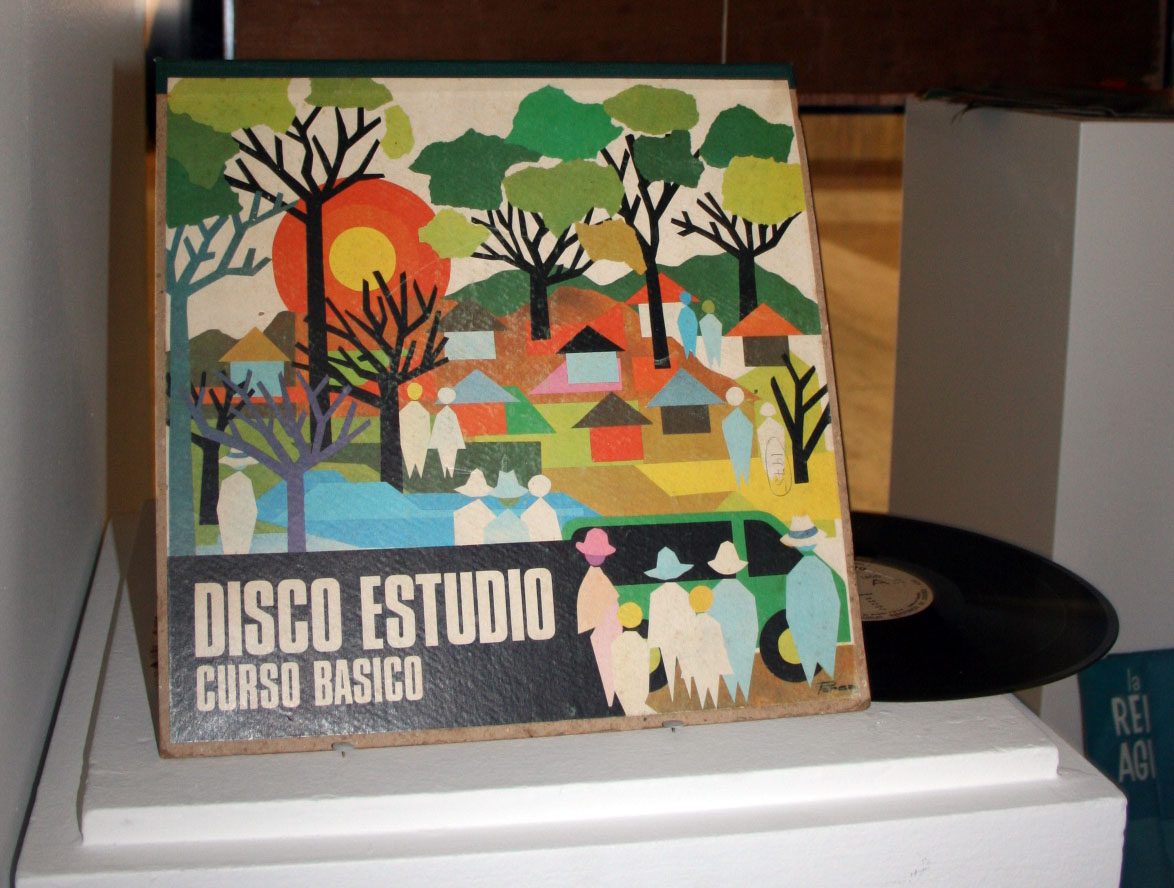
Disco Estudio

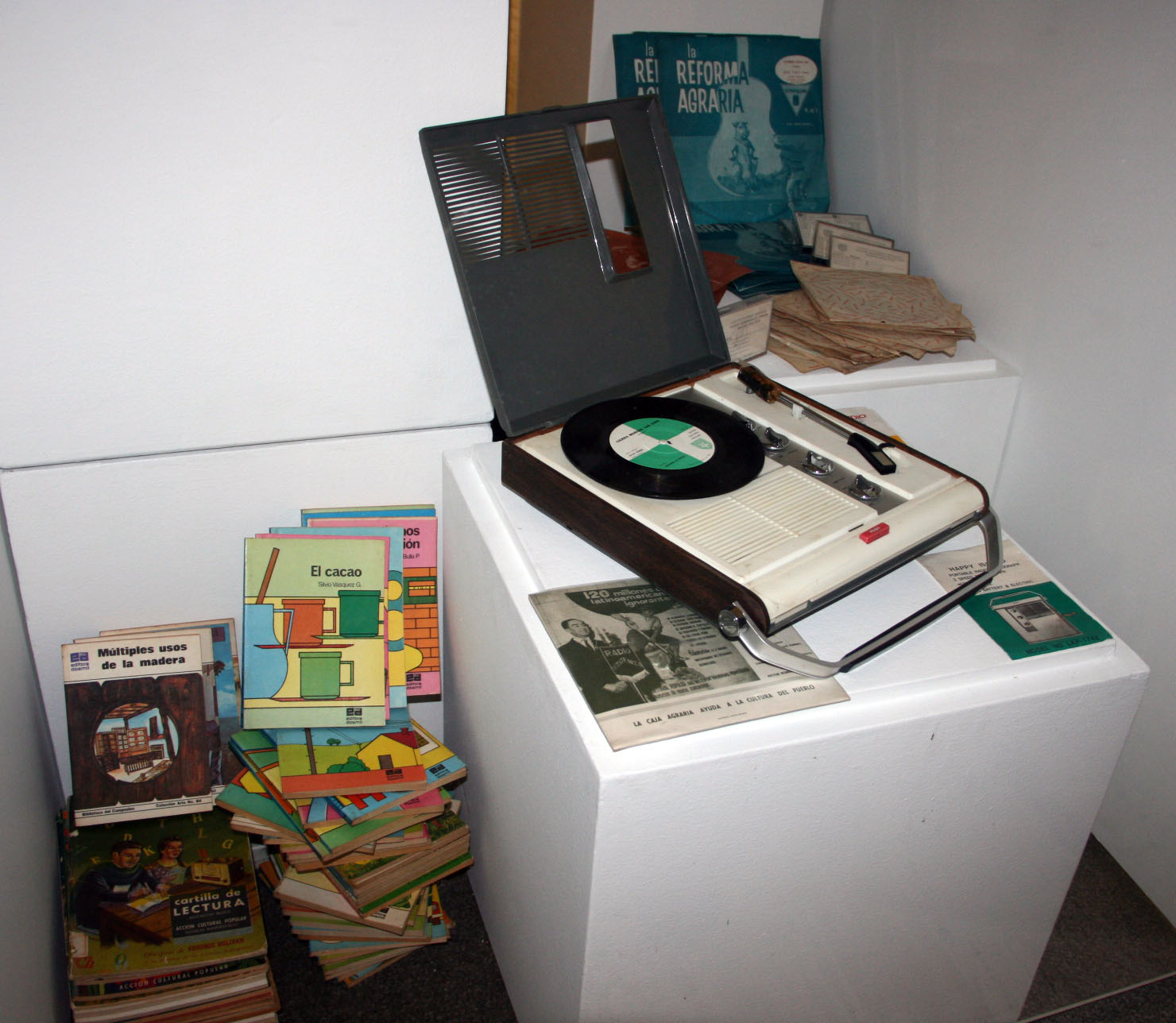
Elementos de acción

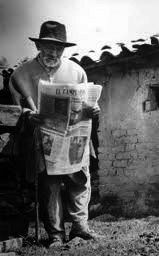
Periódico El Campesino

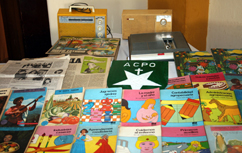
Cartillas, discos, libros

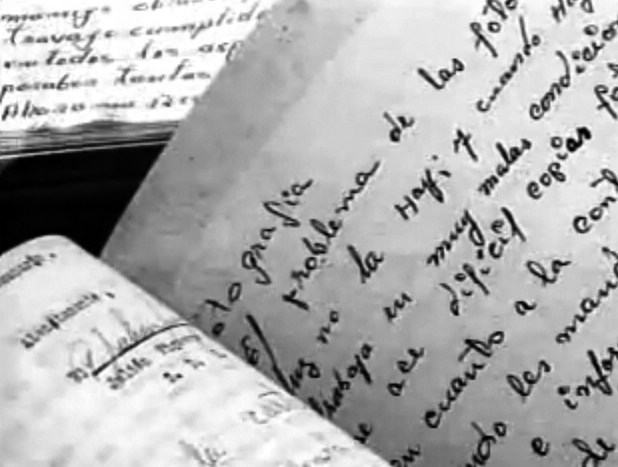
Cartas

ACPO se mantuvo firme en sus objetivos durante el transcurso de su historia. Sin embargo transformó y mejoró sus estrategias, metodologías y sistemas de educación y comunicación, de acuerdo con los tiempos, la tecnología y las necesidades del país y del campesinado; por ejemplo en la década del sesenta se vinculó a la creación y al desarrollo de la Acción Comunal, la Reforma Agraria y trabajó estrechamente con los Cuerpos de Paz. 

El invento revolucionario de Monseñor en medios de comunicación fue haber encontrado lo que después denominamos: el uso combinado y sistemático de los medios para la educación; que consiste básicamente en que hay que agarrar, o hay que captar o hay utilizar lo mejor de cada medio y complementarlo con lo mejor de los otros medios para lograr el efecto educativo...
Hernando Bernal Alarcón, Experto internacional en educación, Ex director General ACPO.

Las Cartillas Básicas de distribución gratuita (Hablemos bien, Cuentas claras, Nuestro bienestar, Suelo productivo, Comunidad cristiana), se reeditaban con las mejoras en conceptos, presentación e incluso impresión para su distribución en todo el país.
A partir del 29 de junio de 1958 se editó el periódico semanario El Campesino, el cual llegó al pueblo colombiano con 1.635 ediciones y 75’749.539 ejemplares entre 1958 y 1990. 

El semanario El Campesino era como el maestro pero gráfico; era el documento más actualizado que semanalmente le llegaba a los campesinos del país para dos cosas: para informarlo y para formarlo
Álvaro Suárez, Administrador de Empresas, Ex alumno Instituto Líderes ACPO.

La presencia de Acción Cultural Popular, ACPO desde su creación en 1947, permitió al campesinado un mejor ambiente de formación, cultura y educación. Era normal encontrar a jóvenes de distintos lugares del país, que visitaban los hogares en las veredas para hacer la práctica que el curso de Dirigentes o de Líderes Campesinos, les exigía. ACPO hizo mucho por los municipios de Colombia a nivel cultural, espiritual y social. 
Acción Cultural Popular amplió su campo de acción y se usaron medios masivos de comunicación social, como la radio, las cartillas, el periódico, la biblioteca básica, el disco estudio, la formación de líderes mujeres y hombres hasta la televisión. 
Como complemento de los mensajes y las clases por radio Sutatenza, se imprimieron láminas, cartillas, periódicos, libros sobre asuntos campesinos, se contrataron profesores, técnicos agrícolas y visitadores, se adquirieron vehículos, se construyeron edificios y se levantaron granjas e institutos para la formación: dos en Sutatenza y uno en Caldas (Antioquia), los cuales iniciaron labores en 1954 y donde se dictaron cursos para formación y capacitación de dirigentes y líderes campesinos así como de supervisores, todo esto orientado a capacitar y mejorar la educación fundamental integral del pueblo colombiano. 
Las Cartillas entregadas por Acción Cultural Popular entre 1947 y 1992 fueron 6.453.937 editadas en la Editorial Andes, Bogotá. Los Libros de la Biblioteca Popular repartidos entre 1947 y 1992 fueron 4.430.139 con diversos temas de apoyo a la formación integral del campesinado colombiano.

Apareció el Disco Estudio: es un sistema en donde la persona aprende a leer y a escribir y las cuatro operaciones matemáticas básicas en cerca de noventa horas de dedicación al sistema.
Gabriel A. Rodríguez, Periodista, Ex rector Institutos de ACPO.

Acción Cultural Popular supo crear la conciencia de la necesidad de la alfabetización. Entregaba a sus Auxiliares Inmediatos los materiales de apoyo pedagógico para realizar su tarea como capacitadores o docentes que debían llegar hasta la última persona en el último rincón del país. En las prácticas que realizaban los Líderes y los Dirigentes en las veredas era mucho lo que aportaban enseñando a los campesinos de la región, desde como cocinar hasta como tecnificar sus cultivos y fuera de esto la asesoría con los Profesores que la misma institución enviaba; estos y estas líderes campesinos se preparaban en los Institutos dirigidos por los Hermanos de La Salle y por las Hermanas de San Antonio. 

El Auxiliar Inmediato era una persona de la misma familia o del mismo grupo de vecinos que sabía un poquito más que los demás. Él se convirtió en una especie de puente, de intermediario, de interlocutor entre el locutor-profesor del programa y el grupo de alumnos que escuchaban el mismo...Este Auxiliar Inmediato revolucionó el sistema de educación radio.
Gabriel A. Rodríguez, Periodista, Ex rector Institutos de ACPO.

En los Institutos Campesinos de Sutatenza y Caldas, Antioquía, se formaron 23.812 líderes hombres y mujeres entre los años de 1954 y 1993.

Creo que a ACPO le debo lo que soy, porque antes que darme cosas, me enseñó a reconocer que yo valgo como ser humano… y que yo puedo.” Álvaro Suárez, Administrador de Empresas, Ex alumno Instituto Líderes ACPO.

La comunicación efectiva entre Acción Cultural Popular y su campesinado beneficiado, fue siempre una de las tareas que a diario se cumplió con esmero, dedicación y el cuidado que ameritaba cada carta. Entre 1947 y 1992 fueron recibidas y respondidas 1’229.552 cartas.

Son perfectamente vigentes todas las ideas de él en cuanto a la educación; son vigentes las ideas en cuanto a la utilización de los medios masivos de comunicación, hoy habrá que agregar otras versiones que nos entrega la tecnología...
Luis A. Muñoz, Ex alumno y Ex miembro Junta Directiva ACPO. Líder cooperativista.

## La Educación para ACPO
El sentido de “educar” para Acción Cultural Popular siempre estuvo enmarcado por los lineamientos infundidos de su fundador quien pensó que 

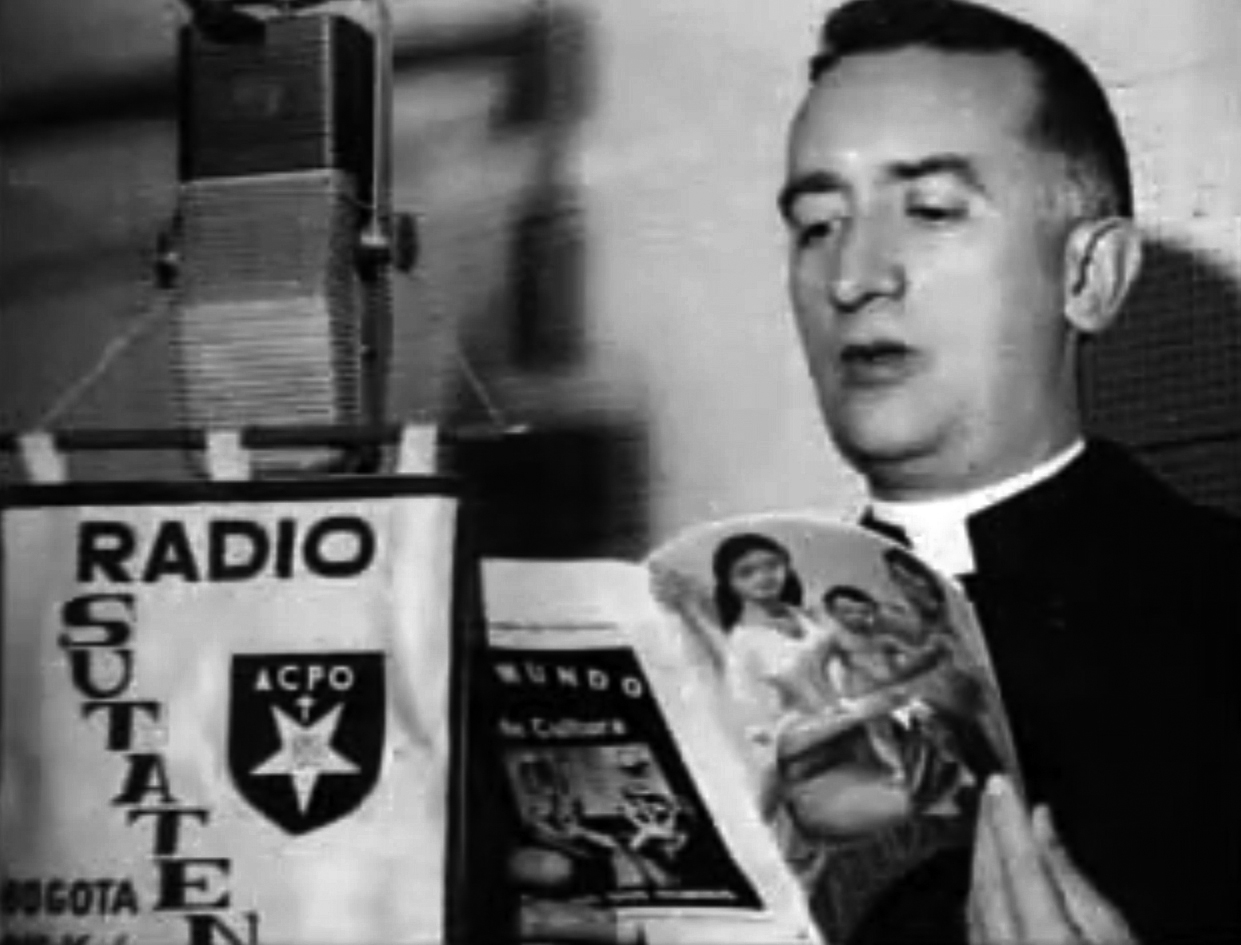
El fundador de ACPO y los medios de acción

Lo que queremos es un pueblo orgulloso de su propio valor, orgulloso de su importancia, orgulloso de las maravillas de su inteligencia, orgulloso de todo lo que ellos pueden hacer, orgulloso del porvenir que van a obtener. Esa es la razón de todo lo que aquí sucede.
Monseñor José Joaquín Salcedo, Fundador de ACPO.

Por educación entendía él enseñarle al pueblo no solamente la parte espiritual y ética, sino los métodos de vida; él le daba mucha importancia a que el pueblo supiera vivir, que invirtiera bien sus recursos, que trabajara, que viviera decentemente, que respetara el hogar; de modo que era una educación integral.
Hernán Echavarría, Analista Económico, Ex miembro Junta Directiva de ACPO.

Educar para él, era sacar al hombre de la ignorancia y elevarlo a la dignidad de persona en todos los sentidos, como él lo llamaba: la Educación Fundamental Integral.
 Hna. Deyanira Ramírez, Ex alumna y ex profesora ACPO.

La palabra ‘noción’, es la palabra que sintetiza lo que él pensaba por educación; es algo dinámico, no es algo estático… Él se adelantó mucho a los pensadores actuales sobre el tema de la educación, inclusive al mismo Pablo Freire, quien editó sus libros posteriormente, y que hablaba de los términos, de las palabras guía, de las palabras clave...
 Hernando Bernal Alarcón, Experto internacional en educación, Ex director General ACPO.

Como alumno que fui de las Escuelas Radiofónicas de Sutatenza, creo que para Monseñor Salcedo educar era generar en la mente de los seres humanos dos cosas: primero, el reconocimiento de seres distintos en la naturaleza, de seres inteligentes, des seres capaces, de seres capaces de transformar y de transformarse y por otro lado, que el proceso educativo era eso: un proceso.
Álvaro Suárez, Administrador de Empresas, Ex alumno Instituto Líderes ACPO.

## De realidad a historia
Ante la suspensión de los contratos con el gobierno, la suspensión de los auxilios de países extranjeros, la falta de apoyo de entidades gubernamentales y la competencia económica ejercida por otros medios de comunicación, la actividad de ACPO fue disminuida y luego interrumpida. 

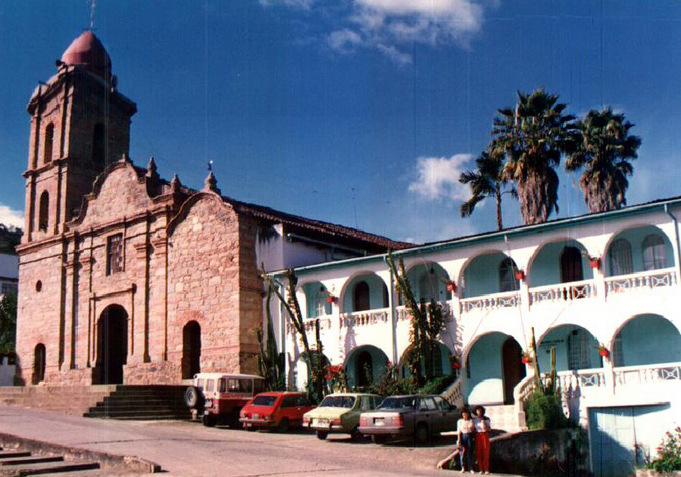
Villa de la Esperanza, Sutatenza

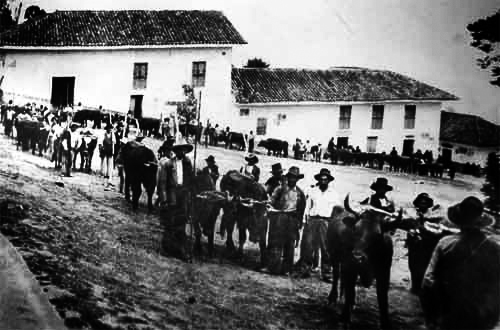
Campesinos colaboradores

Las autoridades eclesiásticas acogieron y apoyaron inicialmente el programa de ACPO, el cardenal Crisanto Luque fue cofundador y muchos obispos y párrocos fueron impulsores de la obra. La UNESCO, los gobiernos extranjeros, incluida la Santa Sede, también prestaron su apoyo desinteresado para la consolidación de Acción Cultural Popular. Todo esto ha permitido que el programa general de ACPO haya sido acogido y ensayado en 24 naciones de cuatro continentes.
Hoy solo se cuenta con la herencia de esta institución pionera en educación fundamental para el campesinado, recopilada en su archivo de documentos y testimonios celosamente guardados por la Biblioteca Luis Ángel Arango en Bogotá. Estos son recuerdos de una obra que pudo haber seguido existiendo pero que no contó con el apoyo necesario tanto del Gobierno Nacional, como de la Iglesia Católica Colombiana. 
Obras como esta sirven para la educación de campesinado y el progreso de los pueblos, como se puede comprobarse al buscar en Internet la gran cantidad de iniciativas que surgieron a partir de ACPO en todo lo que ella abarcaba: Radio, Editorial, Periódico semanal, Prensadora de discos, Granjas, Institutos, Móviles veredales, Profesores propios, etc. No se encontró un apoyo solidario por las políticas de los gobiernos o de las instituciones que pudieron ser patrocinadores del progreso y la educación integral para la población en general.

Impregnó en todos nosotros esa vocación de servicio a la gente que no existía en ninguna otra empresa.
Flor de Suescún, Ex alumna y ex empleada de ACPO, Colaboradora de ACPO desde 1965.

## Escuelas Digitales Campesinas
Escuelas Digitales Campesinas- EDC es un programa socioeducativo de Acción Cultural Popular- ACPO, que la organización desarrolla a partir de 2011 y cuya finalidad es promover el liderazgo del campesinado colombiano a través de procesos de educación, formación y capacitación pertinentes, orientados a su dignificación, inclusión y desarrollo. 
EDC tiene un modelo educativo denominado Educación Fundamental Integral – EFI y una estrategia llamada Convergencia de Medios – CV

## Modelo educativo
El modelo educativo aplicado en las Escuelas Digitales Campesinas es la Educación Fundamental Integral - EFI, y se orienta a la educación informal la cual privilegia contenidos y metodologías propias de la resolución de problemas prácticos y el aprender-haciendo. EFI es un modelo de educación social por excelencia; es organización y transformación de la comunidad como exigencia de la inclusión. Es capacitación de la persona y de la comunidad para que, por sí mismos mejoren sus condiciones de vida, mediante el esfuerzo propio y la ayuda mutua.
EFI está soportada en la estrategia de Convergencia de Medios –digital, radio, impresos y video– la cual permite que el modelo sea flexible, accesible e incluyente y se adapte a las necesidades de la persona y de la comunidad, respetando su identidad sociocultural.

## EFI bajo la estrategia Convergencia de Medios
•	Es un modelo educativo flexible.
•	Se adapta a la educación, formación y capacitación de habitantes rurales adultos.
•	Permite la adquisición de competencias a un ritmo personal (personalizado y personalizante).
•	Permite que la oferta formativa sea más rica, completa y accesible.
•	Promueve la libertad de la persona.
•	Respeta la identidad sociocultural de las comunidades.
•	Elimina los límites al conocimiento y, por tanto, genera mentalidades más sociales y democráticas.
•	Enseña a aprender.
EFI tiene relación directa con el desarrollo rural integral porque contribuye a mejorar la calidad de vida de las personas y de las comunidades.

## Estrategia de implementación
EDC cuenta con líderes comunitarios y facilitadores locales al frente del proceso, lo cual garantiza el conocimiento suficiente de la zona de intervención, el respeto y valoración de las culturas, pueblos y costumbres, para la auténtica apropiación del proyecto por parte de la comunidad. 
La estrategia de trabajo de EDC inicia con un diagnóstico sociodemográfico e institucional en un municipio dado. Esto implica un proceso de trabajo participativo previo que permite identificar las necesidades formativas y sociales de la comunidad, así como la infraestructura local. Luego se concretan alianzas público- privadas, y se inicia la formación.
En la plataforma www.escuelasdigitalescampesinas.org todos los actores pueden acceder a los recursos socioeducativos que el programa pone a su disposición. Los docentes y líderes cuentan con material especializado. 
Áreas de formación
Básica
- Alfabetización Básica
- Alfabetización Digital I y II
- Liderazgo
- Asociatividad y Emprendimiento
- Persona y Sociedad
- Adaptación al Cambio Climático
- Paz y Convivencia I y II
- Comunicación y Periodismo Rural
- Derechos Humanos

Específica
- Huerta Casera
- Pesca Responsable

Los cursos se encuentran disponibles en los siguientes formatos:
Moodle – cursos digitales
Podcast – cursos en formato MP3
Cartillas del estudiante – cursos en versión PDF descargables
Video – cursos en formato MP4
Impacto del programa
El programa logra un impacto social tanto en las personas como en las comunidades, en las dimensiones del ser (formación), el saber (educación) y el hacer (capacitación).
El programa se implementa actualmente en 42 municipios de 8 departamentos de Colombia (Antioquia, Boyacá, Caquetá, Cauca, Chocó, Cundinamarca, La Guajira y Valle del Cauca) y cuenta con 13.500 beneficiarios.

## elcampesino.co
www.elcampesino.co es un periódico digital encargado de editar, publicar y distribuir información proveniente de y dirigida a los habitantes rurales, con el fin de contribuir a su desarrollo y bienestar. Además de ser la voz del agro colombiano, tiene como objetivo convertirse en un medio de consulta de referencia para el sector.
www.elcampesino.co es la continuación del periódico El Campesino, que Acción Cultural Popular - ACPO creó en 1958 como medio dirigido al campesinado adulto colombiano. En su historia, se distribuyeron más de 76 millones de copias por los municipios más remotos y aislados de Colombia. El Campesino recibió más de un millón de cartas de sus lectores, interesados en los más variados temas de su interés.
El Campesino fue así un medio influyente en asuntos económicos, políticos y culturales durante más de cuatro décadas. Hecho por y para los campesinos, fue un vehículo fundamental para la transmisión de la cosmovisión campesina al conjunto de la sociedad y a las generaciones futuras. Se erigió, junto a Radio Sutatenza, en uno de los medios de acción fundamentales con el cual ACPO implementó su modelo de educación popular, dirigido al campesinado adulto colombiano conocido como Educación Fundamental Integral - EFI.
El periódico impreso dejó de circular en 1994 y en 2013, en respuesta a la necesidad de adaptación a las tecnologías de la información y las comunicaciones, ACPO recoge el legado histórico de El Campesino para relanzar el periódico en versión digital, rescatando, aprovechando y valorando la herencia recibida. Puedes acceder al periódico en www.elcampesino.co. 

## Campaña MilAgro
MilAgro es la campaña anual de captación de fondos de Acción Cultural Popular- ACPO, cuyo recaudo va destinado íntegramente al programa Escuelas Digitales Campesinas de la organización. 
A la campaña se vinculan desde su nacimiento en 2015 cientos de entidades entre Diócesis, empresas, universidades, colegios y medios de comunicación, además de miles de particulares, entre ellos influenciadores y personalidades, que desean ayudar al agro colombiano.
En su primera edición MilAgro logró recaudar 191 millones de pesos y aún se está realizando el conteo para conocer lo recaudado en la segunda edición, desarrollada entre el 21 de mayo y el 12 de junio de 2016. Ver rendición de cuentas provisional de MilAgro 2016 aquí.
Puedes conocer más sobre la campaña MilAgro en la web www.milagro.com.co.